# محمد الصالح يحياوي
كان
يعد من الرعيل الأول لضباط جيش التحرير الوطني، حيث كان عضوا في مجلس الثورة، والمسؤول التنفيذي للأفالان ما بين عامي 1977- 1980، وعضو اللجنة المركزية لحزب جبهة التحرير الوطني ، كما لُقِّب الراحل بـ «أكبر جريح في الثورة.»

## حياته ومساره السياسي
كان يحياوي عضوًا في قيادة الأركان و مجلس الثورة 1965 بعد خلع الراحل أحمد بن بلة يوم 19 جوان 1965، ممثل الجيش الوطني الشعبي أثناء انعقاد مؤتمر حزب جبهة التحرير الوطني في 16 أبريل 1964 وانتخب عضوا في اللجنة المركزية. وتولّى قيادة الناحية العسكرية الثالثة 1964-1969 ثم قائد المدرسة العسكرية لمختلف الأسلحة بشرشال 1977/1969.
وعُيِّن في أكتوبر 1977 مسؤولًا ومنسقًا لجهاز الحزب، وكُلّف بمهمة إعادة هيكلة الحزب، وتنظيمه، وتنشيط المنظمات الجماهيرية، حيث يحصل على تأييد اليسار الجزائري المؤيد للخط الاشتراكي التقدمي، خاصة المنظمات الجماهيرية (الاتحاد العام للعمال الجزائريين UGTA - الاتحاد الوطني للفلاحين الجزائريين - الاتحاد الوطني للنساء الجزائريات - الاتحاد الوطني للشبيبة الجزائرية UNJA- الاتحاد العام للتجار الجزائريين) حيث أصبح المرشح الأوفر حظا لخلافة الرئيس الراحل هواري بومدين في مواجهة الطموح المتزايد لوزير الخارجية عبد العزيز بوتفليقة لكن الرجلان لم يحترما مسافة الأمان مع المؤسسة العسكرية ومبدأ أولوية العسكري على السياسي حيث حسم مدير الأمن العسكري قاصدي مرباح الأمر لصالح قائد الناحية العسكرية الثانية العقيد الشاذلي بن جديد.
وفي مايو 1980 قرر أعضاء اللجنة المركزية للحزب سحب الثقة من منسق الحزب محمد الصالح يحياوي كخطوة أولى نحو القضاء على الرموز البومدينية، وإبعاده نهائيا من الحزب والدولة ليعود إلى عضوية اللجنة المركزية عام 1998، ثم يقرر الابتعاد نهائيا عن الحياة السياسية ويرفض منصب سيناتور في مجلس الأمة ضمن الثلث الرئاسي.

## وفاته
توفي صبيحة يوم الجمعة 10 أغسطس 2018 بمستشفى عين النعجة العسكري عن عمر ناهز 81 سنة.